# WFC Rossiyanka
El WFC Rossiyanka era un club de fútbol femenino ruso fundado en 1990. Vestía con los colores de la bandera rusa, y jugaba en el Campeonato Femenino Ruso, en el Rodina Stadium de Jimki.
Originalmente era un equipo de fútbol sala femenino llamado Nadezhda Krasnoarmeysk. En 1998 se pasó al fútbol once, y en 2003 adoptó su nombre actual. Desde 2005 el Rossiyanka ha ganado cuatro ligas y cinco copas rusas, y ha llegado a los cuartos de final de la Liga de Campeones en tres ocasiones.
El club se disolvió en 2017.

## Récord en la Liga rusa
Segunda División
- 1999-2000: 5º — 3º
- 2001-2003: ?º — ?º — 1º

Primera División
- 2004-2010: 3º — 1º — 1º — 2º — 2º — 2º — 1º
- 2011-2013: 1º — 2º — 4º

## Récord en la Liga de Campeones
| 2007 | 5-2 Alma, 7-0 Clujana, 6-1 Slovan DS         |                 | 4-5 Arsenal, 1-2 Brondby, 4-2 Femina |                    |
| 2008 | 7-0 Napredak, 18-0 Din. Tbilisi, 3-0 Jarkiv  |                 | 3-1 Vitebsk, 2-1 Clujana, 2-2 Umea   | 0-0 1-2 Frankfurt  |
| 2010 | 11-0 St. Francis, 1-0 Apollon, 7-0 Holon     | 3-1 2-1 Rayo    | 0-0 1-2 Frankfurt                    |                    |
| 2011 | 5-0 Osijek, 7-0 St. Francis, 4-1 1º Dezembro | 3-1 4-0 Legenda | 1-6 0-5 Lyon                         |                    |
| 2012 |                                              | 2-0 1-0 Twente  | 4-0 3-3 Energiya                     | 0-2 0-3 Turbine    |
| 2013 |                                              | 4-1 1-2 ADO     | 1-0 2-2 Sparta                       | 1-2 0-2 Wolfsburgo |
| 2014 |                                              | 4-2 1-1 Spartak | 1-0 0-2 Torres                       |                    |

## Palmarés
| Competición nacional   | Títulos                         | Subcampeonatos                        |
| ---------------------- | ------------------------------- | ------------------------------------- |
| Primera división (5/6) | 2005, 2006, 2010, 2011-12, 2016 | 2004, 2007, 2008, 2009, 2012-13, 2015 |
| Copa de Rusia (5/2)    | 2005, 2006, 2008, 2009, 2010    | 2004, 2007                            |